# Confederación General Italiana del Trabajo
La Confederación General Italiana del Trabajo (en italiano: Confederazione Generale Italiana del Lavoro, abreviado CGIL) es la central sindical más importante de Italia, con 5.518.774 afiliados en 2017.
La CGIL está afiliada a la Confederación Sindical Internacional y a la Confederación Europea de Sindicatos, y forma parte de la Comisión Sindical Consultiva ante la OCDE.

## Historia

### Orígenes
La central se fundó el 1 de octubre de 1906, con el nombre de Confederación General del Trabajo (CGdL).

### Primera mitad del siglo XX
Durante el régimen fascista la central sobrevivió en la clandestinidad, bajo la dirección de Bruno Buozzi. Después de la suspensión forzada, se reconstituyó con el Pacto de Roma (3 de junio de 1944), formando la CGIL. El ataque a Palmiro Togliatti de 1948 y la estrecha vinculación la confederación con el Partido Comunista Italiano, y en menor medida con el Partido Socialista Italiano, fomentaron la división, escindiéndose los componentes democristianos para fundar la CISL en 1948 y los socialdemócratas la UIL en 1950.

## Congresos

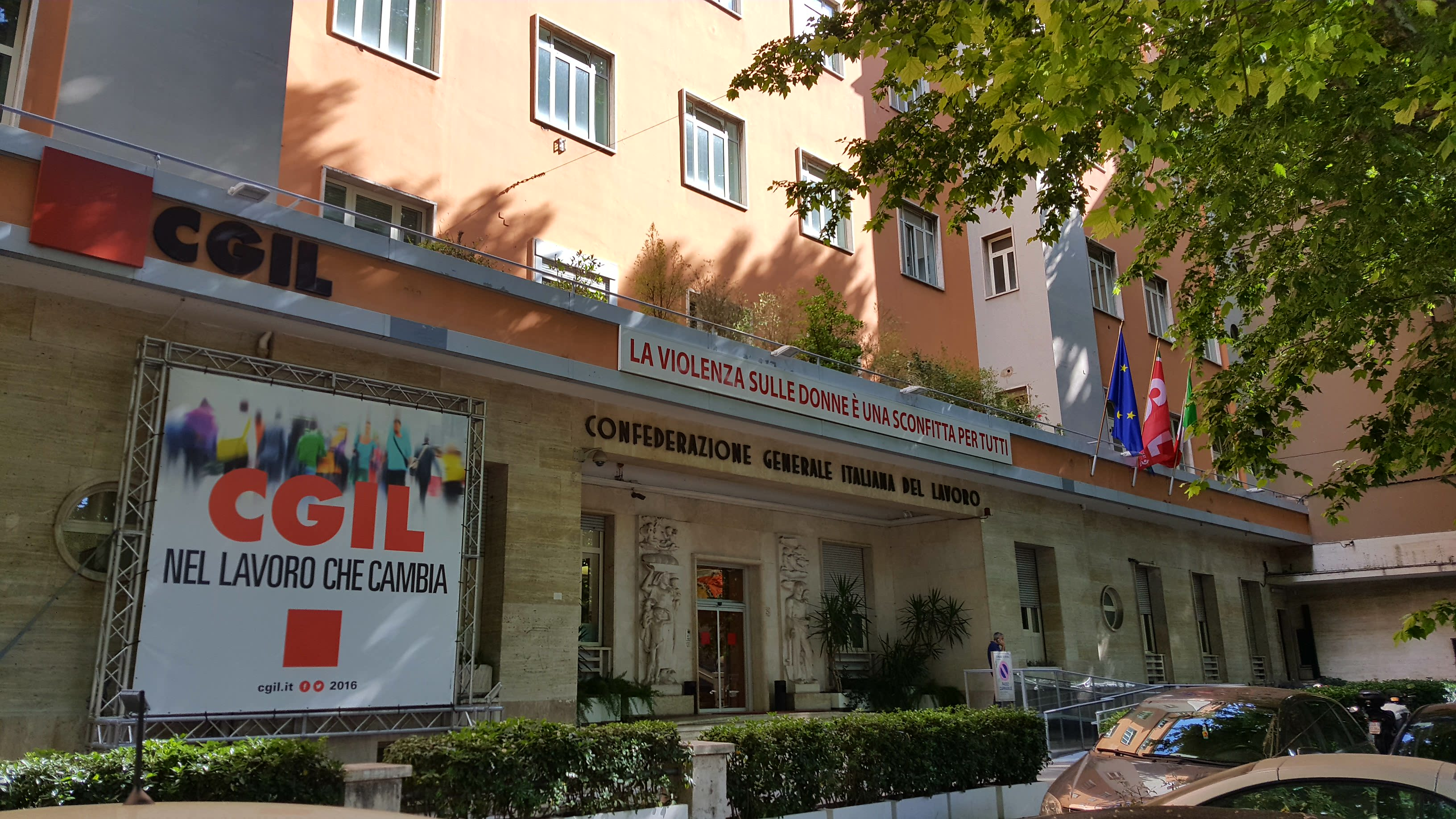
Sede central de la CGIL en Roma.

- I Congreso Nacional (Florencia, 1-7 de junio de 1947)
- II Congreso Nacional (Génova, 4-9 de octubre de 1949)
- III Congreso Nacional (Nápoles, 26 de noviembre-3 de diciembre de 1952)
- IV Congreso Nacional (Roma, 27 de febrero-4 de marzo de 1956)
- V Congreso Nacional (Milán, 2-7 de abril de 1960)
- VI Congreso Nacional (Bolonia, 31 de marzo-5 de abril de 1965)
- VII Congreso Nacional (Livorno, 16-21 de junio de 1969)
- VIII Congreso Nacional (Bari, 2-7 de julio de 1973)
- IX Congreso Nacional (Rimini, 6-11 de junio de 1977)
- X Congreso Nacional (Roma, 16-21 de noviembre de 1981)
- XI Congreso Nacional (Roma, 28 de febrero-4 de marzo de 1986)
- XII Congreso Nacional (Rimini, 23-27 de octubre de 1991)
- XIII Congreso Nacional (Roma, 2-5 de julio de 1996)
- XIV Congreso Nacional (Rimini, 6-9 de febrero de 2002)
- XV Congreso Nacional (Rimini, 1-4 de marzo de 2006)
- XVI Congreso Nacional (Rimini, 5-8 de mayo de 2010)
- XVII Congreso Nacional (Rimini, 6-8 de mayo de 2014)
- XVIII Congreso Nacional (Bari, 22-25 de enero de 2019)

## Federaciones
- Federazione Impiegati Operai Metallurgici [Federación de Empleados y Obreros Metalúrgicos] (FIOM)
- Sindacato Pensionati Italiani [Sindicato de Pensionistas Italianos] (SPI)
- Federazione Lavoratori dell'Agro-Industria [Federación de Trabajadores de la Agroindustria] (FLAI)

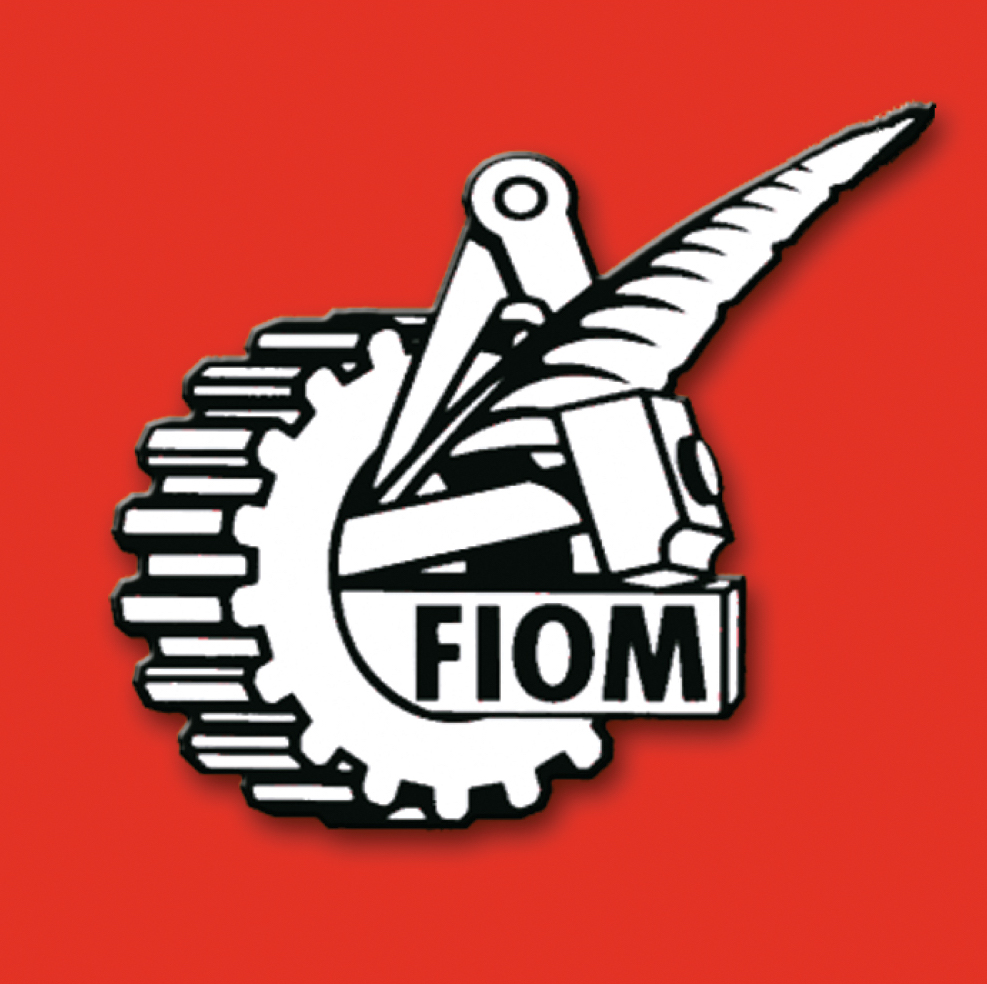
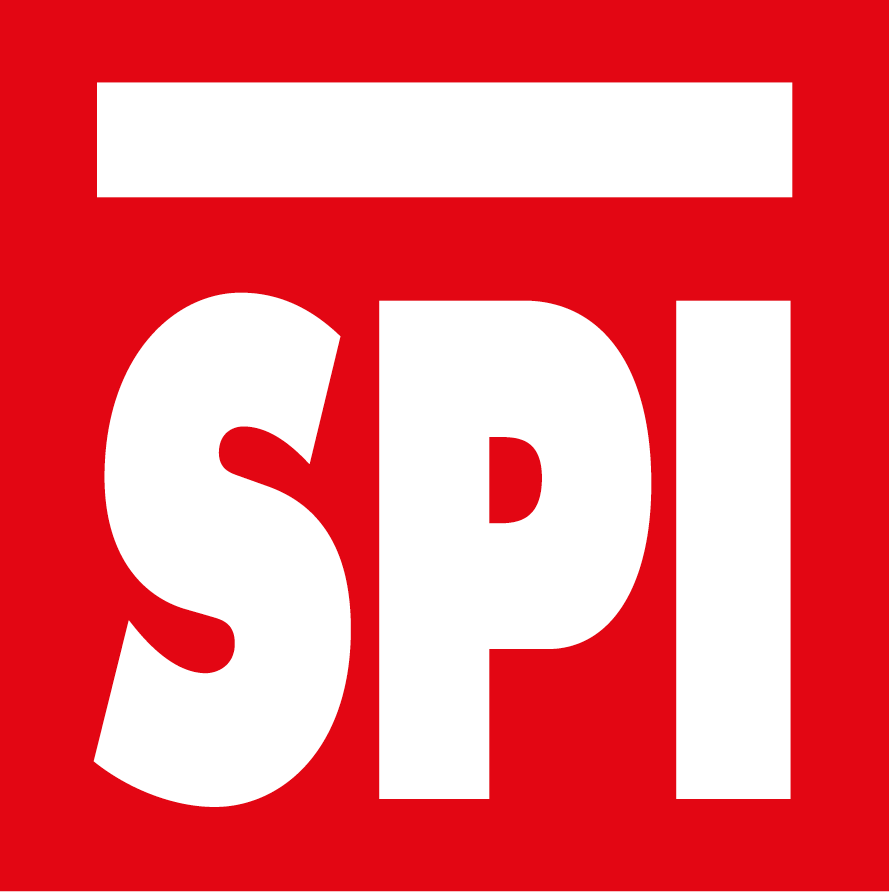
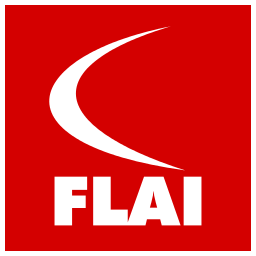
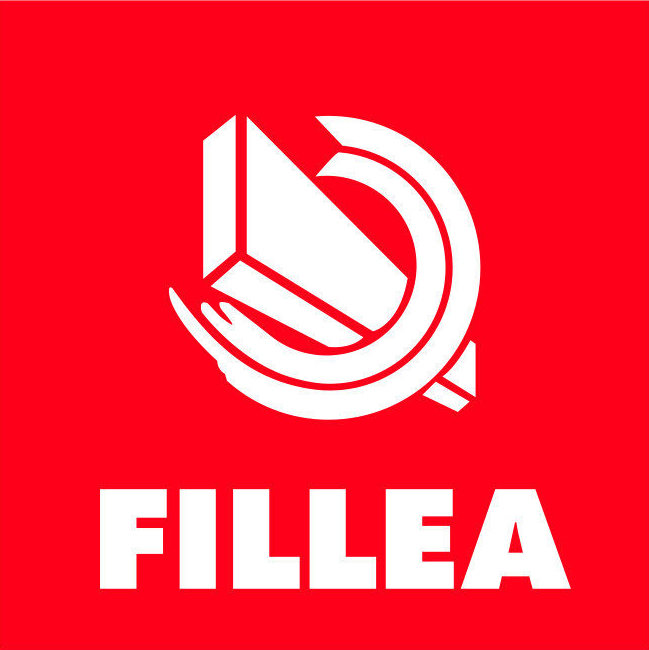
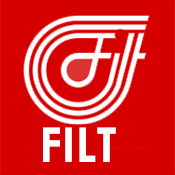
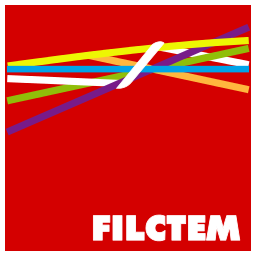
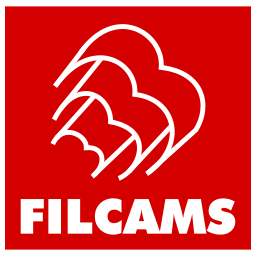
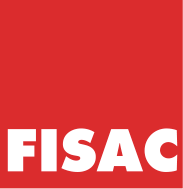
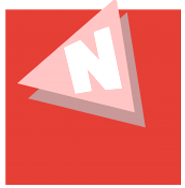
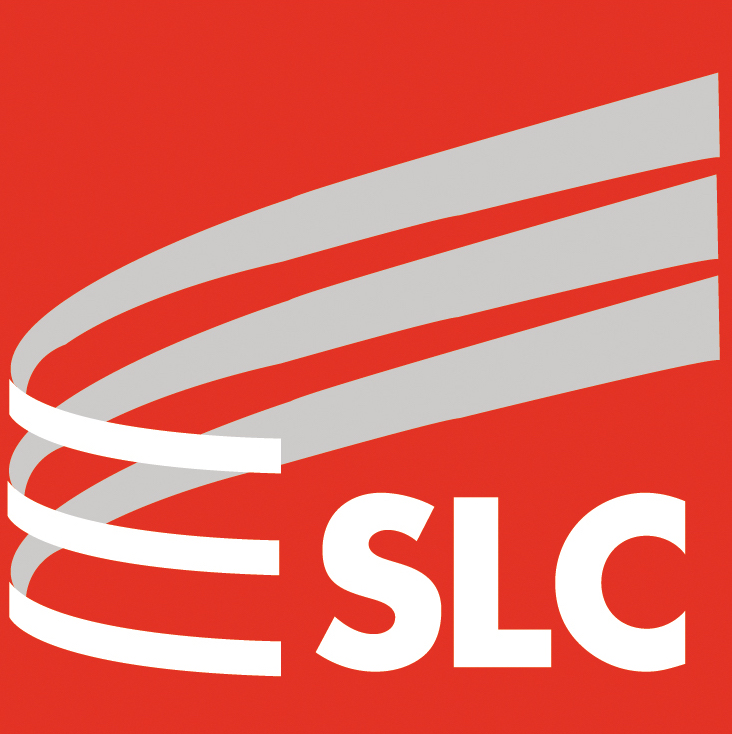
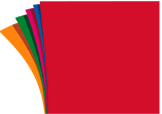
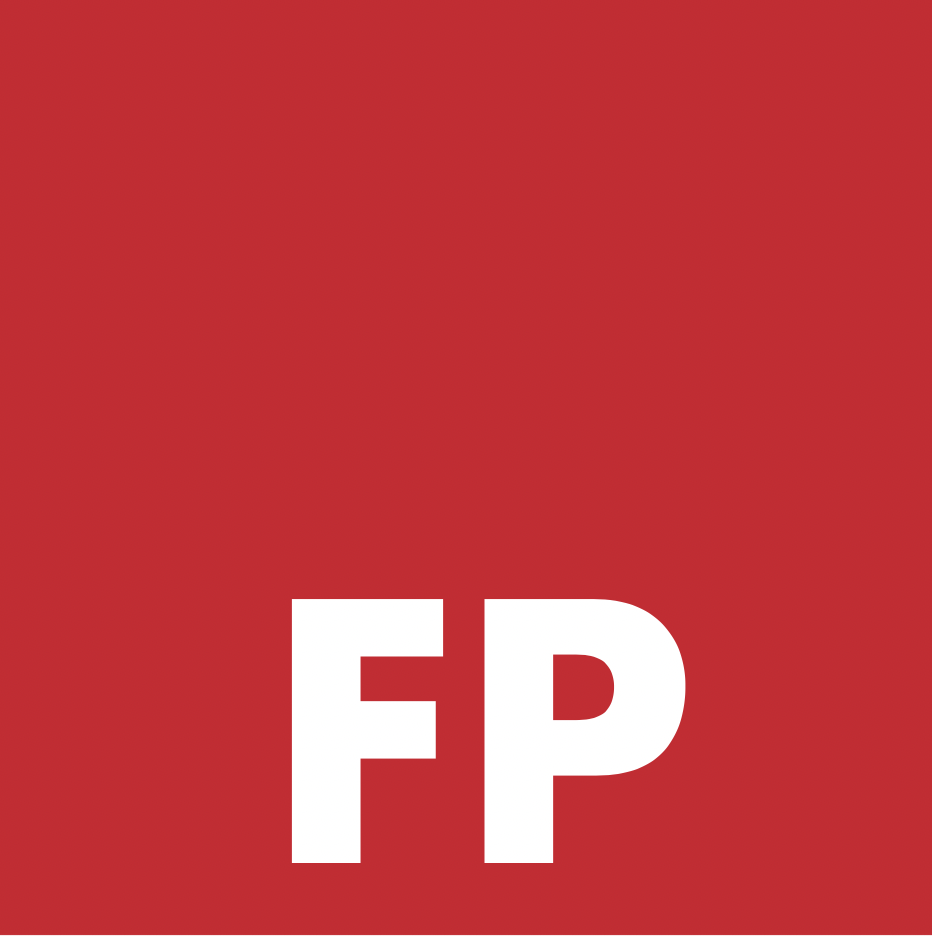

- Federazione Italiana dei Lavoratori del Legno, dell'Edilizia, Industrie Affini ed Estrattive [Federación Italiana de Trabajadores de la Madera, la Edificación, Industrias Afines y Extractivas (FILLEA)
- Federazione Italiana Lavoratori Trasporti [Federación Italiana de Trabajadores de Transportes] (FILT)
- Federazione Italiana dei Lavoratori della Chimica, Tessili, dell'Energia e delle Manifatture [Federación Italiana de Trabajadores de Químicas, Textil, Energía y Manufacturas] (FILCTEM)
- Federazione Italiana Lavoratori Commercio, Albergo, Mensa e Servizi [Federación Italiana de Trabajadores de Comercio, Turismo, Hostelería y Servicios] (FILCAMS)
- Federazione Italiana Sindacale Lavoratori Assicurazione e Credito [Federación Italiana Sindical de Trabajadores de Seguros y Crédito] (FISAC)
- Nuove Identità di Lavoro [Nueva Identidad del Trabajo] (NIDIL)
- Sindacato Lavoratori della Comunicazione [Sindicato de Trabajadores de Comunicaciones] (SLC)
- Federazione Lavoratori della Conoscenza [Federación de Trabajadores del Conocimiento] (FLC)
- Funzione Pubblica [Función Pública] (FP)

## Secretarios Generales
- Giuseppe Di Vittorio (1944-1957)
- Agostino Novella (1957-1970)
- Luciano Lama (1970-1986)
- Antonio Pizzinato (1986-1988)
- Bruno Trentin (1988-1994)
- Sergio Cofferati (1994-2002)
- Guglielmo Epifani (2002-2010)
- Susanna Camusso (2010-2019)

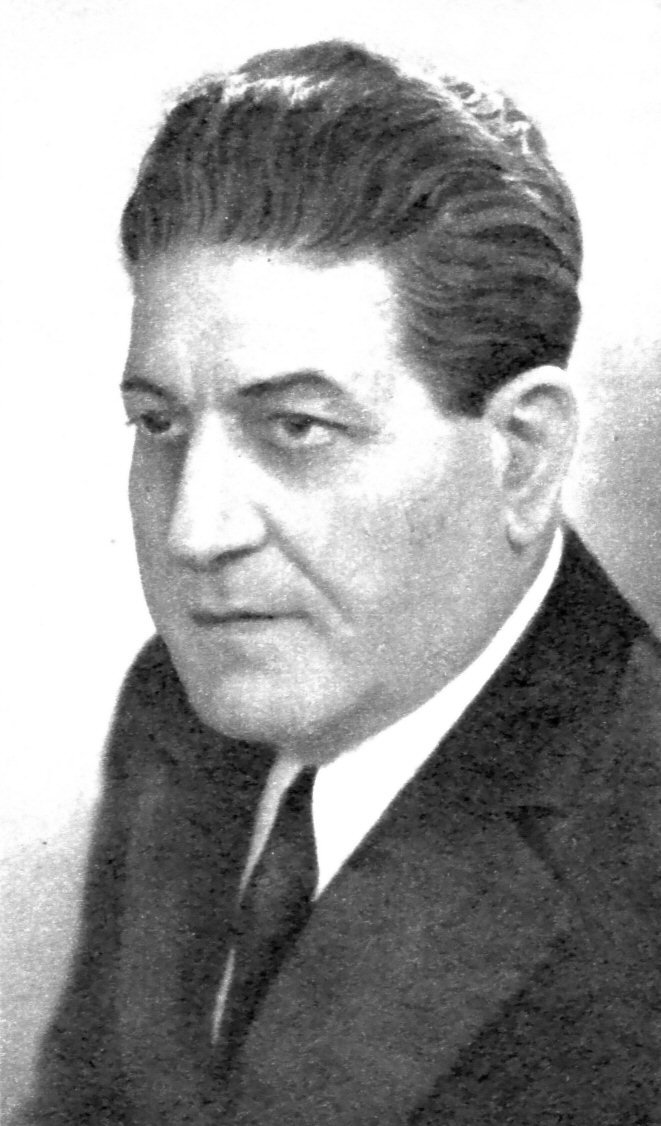
Giuseppe Di Vittorio, primer secretario general de la CGIL.

- Maurizio Landini (2019-Actualidad)